# Fibulia anchorata
Fibulia anchorata är en svampdjursart som först beskrevs av Carter 1881.  Fibulia anchorata ingår i släktet Fibulia och familjen Dendoricellidae. Inga underarter finns listade i Catalogue of Life.